# Podregion Forssa
Podregion Forssa (fiń. Forssan seutukunta) – podregion w Finlandii, w regionie Kanta-Häme.
W skład podregionu wchodzą gminy:
- Forssa,
- Humppila,
- Jokioinen,
- Tammela,
- Ypäjä.